# メリーアン (小売店)
株式会社メリーアン（英称: MARY ANN）は、かつて存在したセブン&アイ・ホールディングスのグループ企業。20歳から30歳向けのLADIES' FASHIONを展開していた。デイジイーアイ(DAZY EYE)という、メリーアンに比べカジュアルな装いの新業態の店も立ち上げていた。

## 概要・沿革
1977年3月、株式会社イトーヨーカ堂「レディース売場」7店舗が、婦人専門店チェーン株式会社メリーアンとして独立。以降 イトーヨーカドーのショッピングセンターおよび駅ビル、ファッションビル等に出店した。メリーアンとデイジイーアイの両店舗を併せて59店舗（2007年）を展開していた。ポリシーは、「来て良かった。何か得した気分」とフレンドリーな接客。2015年12月1日付で株式会社そごう・西武に吸収合併され、解散した。